# Церква Різдва Богородиці (Устя)
Дерев'яна Церква Різдва Богородиці, що була збудована в селі Устя (Корецький район, Рівненська область) 1774 року. На її місці нині стоїть сучасна церква Різдва Пресвятої Богородиці. Дата будівництва 1883р.

## Опис церкви
Історичний опис церкви в селі Устя від 1806 року:
«Означенная Рождества Богородицы церковь деревянная сосновая и на деревяномъ дубовом основании на востокъ поставлена уже не новая, длина 18ть ширина 8мь высока на 12ть локтей, въ два купола и въ столько же разделена, а именно, олтара не имеется … а средняя церковь и паперть покрыты гонтою сосновою объ одной  дверяхъ  по надлежащему скованной съ замками … съ тремя окошками есть съ решетками железными. Въ целой церкви полъ деревяный безъ описанья, престолъ деревянный, въ указанномъ месте жертовникъ пристроенъ въ обыкновенномъ месте деревянный. Иконостаса неимеется кроме четырехъ … иконъ, съ царскими вратами иконопиствомъ украшенными. Стоящіи иконы и врата, 30 рублей серебромъ, а въ коемъ году вышеозначенная икона и царские врата сооружены неизвесно. Церковь построенна въ 1774м году. Къ священнослужению способна.»

## Склад священослужителів церкви згідно клірових відомостей
1806 Священник - Максим Теодорович
брат перший- Андрей Михальчук
брат другий- Василь Буката
1818 Священник - Михайло Корнилович
Дячок - Олександр Михайлович Новоселецький
Паламар - Іван Григорович Теодорович
1822 Священник - Пилип Панетелеймонович Журковський
Паламар - Іван Григорович Теодорович